# Галицький Хрест
Галицький Хрест — пам'ятна військова відзнака для вояків УГА.
Встановлена в серпні 1928 року Колеґією Старшин (25 осіб) для всіх вояків У. Г. А. Є два випуски цієї відзнаки.
Великі відзнаки довоєнного випуску (львівського) з хрестом на синьому або на жовтому тлі мають виміри 33 мм х 33 мм, стрічка 30 мм ширини, з двома вузькими жовтими смужками по боках на блакитному тлі. Ці відзнаки є зі стрічкою і на шрубці.
Виміри мініятюри на шрубці чи на шпильці — 17 мм х 17 мм.
Виміри великої відзнаки повоєнного випуску — 35 мм х 35 мм, з такою самою стрічкою як і довоєнний випуск.
На зворотній стороні великих відзнак є напис: «У. Г. А. — 1918 за Україну єї волю за честь і славу».
Мініатюра — 15 мм х 15 мм, стрічка 13 мм ширини.
У 2006 р. Львівська обласна рада депутатів (без погодження з іншими обласними радами, на яких раніше поширювалася юрисдикція ЗУНР) заснувала «Орден Галицький Хрест зі стрічкою за заслуги перед Львівщиною».

## Джерело
- Галицький Хрест